# Horizontes lejanos
Horizontes lejanos es una antología de 11 relatos cortos recopilada por el escritor norteamericano Robert Silverberg, que recoge relatos y novelas cortas originales escritas por muchos de los más conocidos escritores del género y ambientadas en sus universos más famosos, siendo muchos de ellos las únicas continuaciones que se han escrito de diversas sagas.

## Relatos
Los cuentos que componen la antología, en función de la saga que continúan son:

### Ciclo Ekumen
- "Música Antigua y las mujeres esclavas" (1999), de Ursula K. Le Guin. La misma aproximación, en menor medida y con menor alcance, que intentó Le Guin al conflicto entre sexos en La mano izquierda de la oscuridad es la que utiliza para el conflicto entre razas en este relato. Un relato tranquilo y bien trabajado, que se sustenta sobre todo en la interacción entre los personajes, y que consigue un excelente equilibrio entre su argumento y las referencias a la serie del Ekumen, con lo que consigue una obra independiente.

### Saga deLa guerra interminable
- "Una guerra separada", de Joe Haldeman. Narra las aventuras de la perdida MaryGay hasta que al final de la Guerra Interminable se reencuentra con Mandella, siendo estas muy parecidas a las que vivió Mandella en paraíso

### Saga de Ender
- "Consejera de inversiones", de Orson Scott Card. Este relato describe cómo Ender, al principio de sus viajes como Portavoz de los Muertos, encuentra a Jane, la inteligencia artificial que jugará un importante papel en sus aventuras posteriores.

### Saga deLa elevación de los pupilos
- "Tentación", de David Brin. Brin nos cuenta las aventuras del grupo de neo-delfines que se quedó en el planeta Jijo cuando la nave terrestre Streaker abandono el planeta.

### Saga de Roma eterna
- "Conocer al dragón", de Robert Silverberg. Relato corto que desarrolla desde el último libro de la serie, un poco más, la ucronía donde el Imperio Romano nunca ha caído y que en el siglo XXI aún es una de las grandes potencias del mundo.

### Saga deLos cantos de Hyperion
- "Huérfanos de la hélice", de Dan Simmons . La acción se sitúa años después del final de El ascenso de Endimión. Aunque contiene múltiples referencias que harán las delicias de quienes conocen la serie, puede leerse en forma independiente. Los principales protagonistas de esta historia son los descendientes de la peculiar cultura de la Hélice del Espectro.

### Saga de los Insomnes
- "Perros durmientes", de Nancy Kress.

### Saga de los Heeche
- "El muchacho que viviría para siempre", Frederik Pohl.

### Saga delCiclo del centro galáctico
- "Hambre de infinito", de Gregory Benford.

### Saga de la Nave que Cantó
- "La nave que regresó", de Anne McCaffrey.

### Trilogía de Thistledown
"La vía de todos los fantasmas", de Greg Bear. 
- Datos: Q5233794